# 1990 في تونس
فيما يلي قوائم الأحداث التي وقعت خلال عام 1990 في تونس.

## أفلام
من الأفلام التي صدرت هذه السنة في تونس:
- 1 يناير – عصفور السطح من إخراج فريد بوغدير.

## مواليد

### يناير
- 1 يناير – حمادة بن عمر مغني تونسي.
- 1 يناير – علي معلول لاعب كرة قدم تونسي.[1]
- 5 يناير – أسامة بوغانمي لاعب كرة قدم تونسي.[2]
- 17 يناير – خالد العياري لاعب كرة قدم تونسي.[3]
- 19 يناير – رامي بدوي لاعب كرة قدم تونسي.[4]

### مارس
- 9 مارس – بلال العيفة لاعب كرة قدم تونسي.[5]

### أبريل
- 4 أبريل – عاطف الدخيلي لاعب كرة قدم تونسي.[6]
- 30 أبريل – مجد مستورة ممثل تونسي.

### مايو
- 26 مايو – صفاء السعيداني لاعبة تنس طاولة تونسية.
- 28 مايو – حمزة لحمر لاعب كرة قدم تونسي.[7]

### سبتمبر
- 3 سبتمبر - محمد الصالحي

### أكتوبر
- 5 أكتوبر – محمد علي اليعقوبي لاعب كرة قدم تونسي.[8]
- 18 أكتوبر – هناء بن عبد السلام عارضة تونسية.
- 28 أكتوبر – يوسف المساكني لاعب كرة قدم تونسي.[9]

### نوفمبر
- 15 نوفمبر – يوسف العكروت

### ديسمبر
- 5 ديسمبر – زياد بوغطاس لاعب كرة قدم تونسي.[10]

## وفيات

### مارس
- 19 مارس – علية التونسية (مواليد 1936) ممثلة تونسية.

### نوفمبر
- 17 نوفمبر – الناصر الدامرجي (مواليد 1944) قاتل متسلسل تونسي.
- 30 نوفمبر – الهادي الجويني (مواليد 1909) مغني تونسي.